# Rune Backlund (biskop)
Stig Rune Valter Backlund, född 28 augusti 1937, är en svensk biskop emeritus. Han var biskop i Luleå stift från 1993 till 2002. Från 1994 till 2009 var han ordförande i Svenska Bibelsällskapet. Innan han blev biskop arbetade han bland annat som missionär och missionssekreterare för Svenska kyrkans mission.